# جرژنچین
جرژنچین (به لهستانی:  Dzierżęcin) یک روستا در لهستان است که در گمینا پوستومینو واقع شده‌است. جرژنچین ۷۰ نفر جمعیت دارد.